# Eacles cacicus
Eacles cacicus är en fjärilsart som beskrevs av Jean Baptiste Boisduval 1868. Eacles cacicus ingår i släktet Eacles och familjen påfågelsspinnare. Inga underarter finns listade i Catalogue of Life.

## Bildgalleri

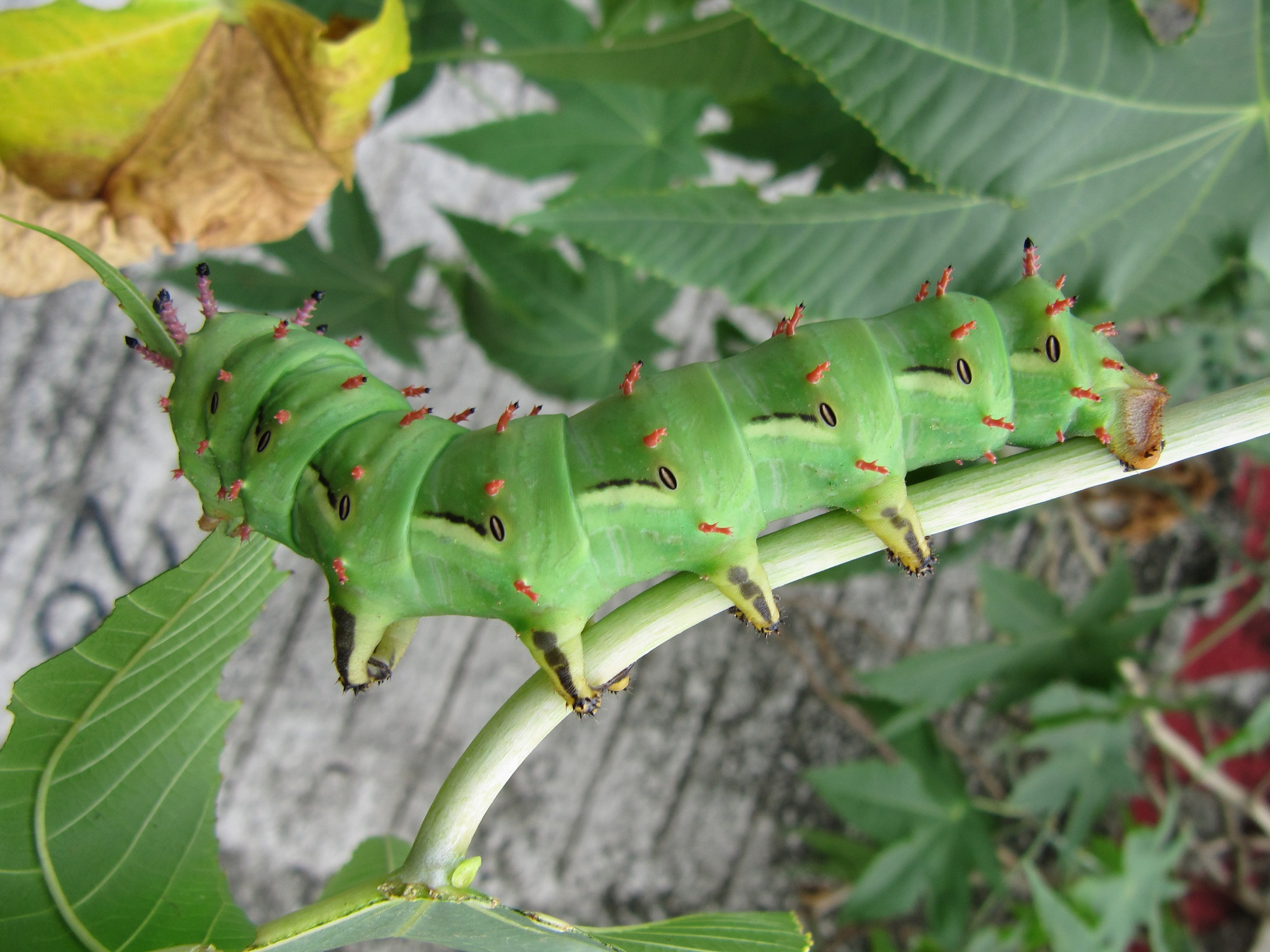